# Che mondo strano
Che mondo strano è un album del gruppo musicale britannico The Rokes pubblicato in Italia nel 1966.

## Descrizione
Venne pubblicato dall'etichetta discografica ARC con distribuzione RCA.

## Tracce

### Lato A
1. È la pioggia che va (Remember the Rain)
2. Se io fossi povero (If I Were a Carpenter)
3. Ride On
4. Se fossi lei
5. Bambina
6. Non far finta di no

### Lato B
1. Che mondo strano
2. 101º
3. Baby Blue (It's All Over Now, Baby Blue)
4. Dall'altra parte
5. Finché c'è musica
6. Il treno delle 7,10